# ICarly: The Game
Het computerspel iCarly: The Game is een spel gebaseerd op de televisieserie iCarly van Nickelodeon.

## Gameplay
Mini-games, gepresenteerd als 'show kits', geven de spelers de mogelijkheid om de personages aan nieuwe avonturen te helpen. De iCreate-mode zorgt ervoor dat spelers het spel naar eigen wensen kunnen instellen, bijvoorbeeld door de personages, hun uiterlijk, audio en accessoires aan te passen. Er kunnen maximaal vier spelers meedoen aan het spel. Samen, of alleen, kunnen missies volbracht worden, wat Web-Creds oplevert. Met deze Web-Creds kunnen nieuwe fictieve locaties en accessoires gekocht worden.

## Opvolger
In 2010 werd de opvolger van deze game uitgebracht, iCarly 2: iJoin the Click.